# Шеневской сельсовет
Шеневской сельсовет — административная единица на территории Пружанского района Брестской области Республики Беларусь.

## Состав
Шеневской сельсовет включает 19 населённых пунктов:
- Городечно — деревня.
- Жабин — деревня.
- Засимовичи — деревня.
- Засимы — деревня.
- Квасовщина — хутор.
- Клетное — деревня.
- Козий Брод — деревня.
- Котелки — деревня.
- Либия — деревня.
- Поддубно — деревня.
- Прилутчина — деревня.
- Середнее — деревня.
- Сосновка — деревня.
- Харки — деревня.
- Хомно — деревня.
- Чахец — деревня.
- Шакуны — деревня.
- Шени — агрогородок.
- Шубичи — деревня.